# Evangelio de los nazarenos
El Evangelio de los nazarenos (también Nazareanos, Nazaraeanos, Nazoreanos o Nazoraeanos) es el nombre tradicional pero hipotético, dado por algunos eruditos para distinguir algunas de las referencias a, o citas de, evangelios judeocristianos no canónicos en escritos patrísticos de otras citas que se cree que derivan de  diferentes evangelios.

## Colación en elEvangelio de los nazarenos
La mayoría de los eruditos del siglo XX identificaron el Evangelio de los nazarenos como distinto del Evangelio de los hebreos y el Evangelio de los ebionitas.

### Ediciones de texto del «Evangelio de los nazarenos»
La edición crítica estándar actual del texto se encuentra en New Testament Apocrypha de Schneemelcher, donde se numeran 36 fragmentos (GN 1 a 36). GN 1 a GN 23 provienen principalmente de Jerónimo de Estridón, GN 24 a GN 36 son de fuentes medievales. Esta clasificación es ahora tradicional, aunque Evazns sugiere que «si tenemos poca confianza en la identificación tradicional de los tres evangelios judíos (nazarenos, ebionitas y hebreos), entonces quizás deberíamos trabajar con las fuentes que tenemos: (1) el evangelio judío conocido por Orígenes; (2) el evangelio judío conocido por Epifanio; y (3) el evangelio judío conocido por Jerónimo».

### El nombre «Evangelio de los nazarenos»
El nombre «Evangelio de los nazarenos» fue utilizado por primera vez en latín por Pascasio Radberto (790–865), y aproximadamente al mismo tiempo por Haymo de Halberstadt, aunque es una progresión natural de lo que escribe Jerónimo. Las descripciones evangelium Nazarenorum (en dativo) e in evangelio Nazarenorum (en ablativo) se vuelven comunes en discusiones posteriores.
El nombre hipotético se refiere a una posible identificación con la comunidad nazarena de la Palestina del período romano. Es un evangelio hipotético, que puede o no ser el mismo o derivado del Evangelio de los hebreos o del Evangelio canónico de Mateo. El título «Evangelio de los Nazarenos» es un neologismo, ya que no fue mencionado en los Catálogos de la Iglesia Primitiva ni por ninguno de los padres de la Iglesia. Hoy, todo lo que queda de su texto original son anotaciones, citas y comentarios patrísticos, incluido Hegesipo de Jerusalén, Orígenes de Alejandría, Eusebio de Cesarea y Jerónimo de Estridón.
El Evangelio de los nazarenos ha sido objeto de muchas discusiones críticas y conjeturas a lo largo del último siglo. Las discusiones recientes en un creciente cuerpo de literatura han arrojado considerable luz sobre los problemas relacionados con este evangelio. Sus únicos testigos literarios son breves citas encontradas en la literatura patrística y citas de los padres de la Iglesia. Esto tiene una gran importancia porque la crítica superior sostiene que el evangelio canónico de Mateo no es una reproducción literal del autógrafo original de Mateo, sino más bien la producción de un redactor desconocido, compuesto en griego póstumo a Mateo. Esto se alinea con la evaluación de Jerónimo, en la que declaró: «Mateo, también llamado Leví, apóstol y publicano de antaño, compuso un evangelio de Cristo publicado por primera vez en Judea en hebreo, por el bien de los de la circuncisión que creyeron, pero este fue después traducido al griego, aunque no se sabe de qué autor».